# All or Nothing (canção de Cher)
All or Nothing é um single da cantora Cher e terceiro single do álbum Believe. Assim como seu antecessor, Strong Enough, atingiu o topo da parada Billboard Dance/Club Play Songs.

## Informação sobre a canção
All or Nothing foi o terceiro lançamento internacional como single do álbum Believe da cantora americana Cher. Depois de "Strong Enough" não se sair bem na Billboard Hot 100, "All or Nothing" foi lançado e entrou no top 40 no Hot 100 Singles Sales Chart na posição de número 38.

## Videoclipe
O videoclipe da música "All or Nothing", foi gravado enquanto Cher estava em turnê de seu álbum, Believe. As cenas foram filmadas enquanto Cher cantava a música, usando uma peruca vermelha e uma roupa de prata em vez do traje de passeio. Antes da divulgação do vídeo no Reino Unido e na Europa, um vídeo composto por cenas dos últimos dois vídeos - "Believe" e "Strong Enough" foi usada como o vídeo não oficial.

## Performances Ao vivo
Cher cantou a música em seus seguintes concertos:
- Do You Believe? Tour (1999-2000)
- The Farewell Tour (2002–2005)
- Cher at the Colosseum (cantada durante as duas primeiras semanas apenas)

## Charts
| Chart (1999)                                | Peak position |
| ------------------------------------------- | ------------- |
| Australia (ARIA)                            | 62            |
| Áustria (Ö3 Austria Top 75)                 | 38            |
| Bélgica (Ultratop 50 de Flandres)           | 28            |
| Bélgica (Ultratop 50 da Valônia)            | 28            |
| Denmark (Tracklisten)                       | 14            |
| Europe (European Hot 100 Singles)           | 39            |
| Europe (European Hit Radio Top 40)          | 9             |
| Finlândia (Suomen virallinen lista)         | 4             |
| França (SNEP)                               | 30            |
| Germany (Official German Charts)            | 44            |
| Hungary (Mahasz)                            | 5             |
| Irlanda (IRMA)                              | 26            |
| Netherlands (Tipparade)                     | 14            |
| Países Baixos (Single Top 100)              | 61            |
| Nova Zelândia (Recorded Music NZ)           | 28            |
| Poland (LP3)                                | 38            |
| Escócia (Scottish Singles Chart)            | 10            |
| Suécia (Sverigetopplistan)                  | 58            |
| Suíça (Schweizer Hitparade)                 | 30            |
| Reino Unido (UK Singles Chart)              | 12            |
| Estados Unidos (Billboard Dance Club Songs) | 1             |
| US Dance Singles Sales (Billboard)          | 2             |
| US Hot Singles Sales (Billboard)            | 38            |

| Chart (1999)                    | Position |
| ------------------------------- | -------- |
| Romania (Romanian Top 100)      | 20       |
| US Dance Club Songs (Billboard) | 4        |